# The Svedberg-priset
The Svedberg-priset (även Svedbergpriset, The Svedberg-medaljen, Svedbergmedaljen eller The Svedberg Award) är ett vetenskapligt pris som består av en prissumma och en medalj och som delas ut av två organisationer i samarbete, Svenska föreningen för biokemi, biofysik och molekylärbiologi och Svenska nationalkommittén för molkekylära biovetenskaper. 
Priset delas ut till minne av Theodor Svedberg, till en biokemist eller molekylärbiolog max 40 år gammal och bosatt i Sverige.

## Pristagare
- 1979 –  Arne Holmgren
- 2001 – Mikael Oliveberg
- 2002 – Stefan Björklund
- 2003 – Johan Ericsson
- 2004 – Claes Gustafsson
- 2005 – Ruth Palmer
- 2006 – Piergiorgio Percipalle
- 2007 – Nico Dantuma
- 2008 – Thomas Helleday
- 2009 – Per Hammarström
- 2010 – Per Jemth
- 2011 – Karin Lindkvist
- 2012 – Martin Högbom
- 2013 – Martin Ott
- 2014 – David Drew
- 2015 – Ingemar André
- 2016 – Rickard Sandberg
- 2017 – Elin Esbjörner Winters
- 2018 – Lynn Kamerlin
- 2019 – Magda Bienko
- 2021 – Ville RI Kalla
- 2022 – Benjamin Murrell
- 2023 – Simon Elsässer
- 2024 – Björn Reinius
- 2025 – Michael Landreh